# جهان‌آباد (سلسله)
جهان‌آباد روستایی در دهستان هنام بخش مرکزی شهرستان سلسله استان لرستان ایران است.

## جمعیت
بر پایه سرشماری عمومی نفوس و مسکن در سال ۱۳۹۵ جمعیت این روستا ۷۸ نفر (۲۱خانوار) بوده‌است.